# Piazza di Spagna
Die Piazza di Spagna (deutsch Spanischer Platz) ist ein Platz im Zentrum von Rom, im Stadtviertel Campo Marzio, östlich des Tibers.
Der Platz hat seinen Namen von dem Palazzo di Spagna, in dem sich die Botschaft Spaniens beim Heiligen Stuhl sowie beim Souveränen Malteserorden befindet, und der Tatsache, dass er über Jahrhunderte exterritorialer Besitz Spaniens war.

## Gestaltung
Der Platz besteht aus zwei ungleichen Dreiecken. Am nördlichen größeren Teil verbindet die Spanische Treppe (1721–1725) die Kirche Santa Trinità dei Monti mit dem Platz. Vor ihr steht die Fontana della Barcaccia, ein von Pietro Bernini 1627–1629 errichteter Brunnen in Form eines gestrandeten Bootes.
Am südlichen Teil steht der 1620 erbaute Palazzo di Spagna. Vor ihm steht die Colonna dell’Immacolata, die Säule der Unbefleckten, die 1856 von Papst Pius IX. zwei Jahre nach der Verkündigung des Dogmas der unbefleckten Empfängnis errichtet wurde. Am Festtag Mariä Empfängnis am 8. Dezember kommt der Papst traditionell zu einem Gebet an die Säule, begleitet von den Mitgliedern der Päpstlichen Akademie der Unbefleckten Empfängnis.

## Umgebung
Die Piazza di Spagna ist das Zentrum des römischen Modeviertels. Vor allem an der von hier ausgehenden Via Condotti sind die wichtigsten italienischen Modemarken vertreten.